# Almargen
Almargen er en by og kommune i det sydlige Spanien i provinsen Málaga. Den har et indbyggertal på 1.913 (2024) indbyggere.